# Slowenische Badminton-Mannschaftsmeisterschaft 2012
Die Slowenische Badminton-Mannschaftsmeisterschaft der Saison 2011/2012 gewann das Team von BK Medvode.

## Endstand
- 1. BK Medvode (Živa Repše, Maja Kersnik, Kek Jamnik, Matic Ivančič, Matevž Šrekl, Denis Pešehonov, Eva Miklič)
- 2. Tom Forza Mirna (Urša Arih, Matevž Bajuk, Urban Turk, Ema Cizelj, Mitja Šemrov, Aleš Murn, Taja Borštnar, Jerca Bajuk)
- 3. Li Ning Ljubljana (Kim Novak, Primož Flis, Gašper Plestenjak, Pika Kerpan, Katja Štemberger)
- 4. BK Branik (Martin Pavlin, Daniel Klančar, Matjaž Adler, Nika Švaljek, Suzana Rožič)
- 5. BK BIT (Jaka Šušteršič, Andraž Krapež, Nina Kotar, Cecilija Barut, Monika Pust, Anže Novak)
- 6. Barca team (Tomi Krga, Nejc Čeplak, Martina Škorjanc, Uroš Velec, Brigita Golob, Vlasta Lenič, Vanja Osterc, Aljaž Ferk)